# Bernard Palissy
Bernard Palissy (Lacapelle-Biron, 1510 – Parigi, 1589) è stato un ceramista francese.

## Biografia

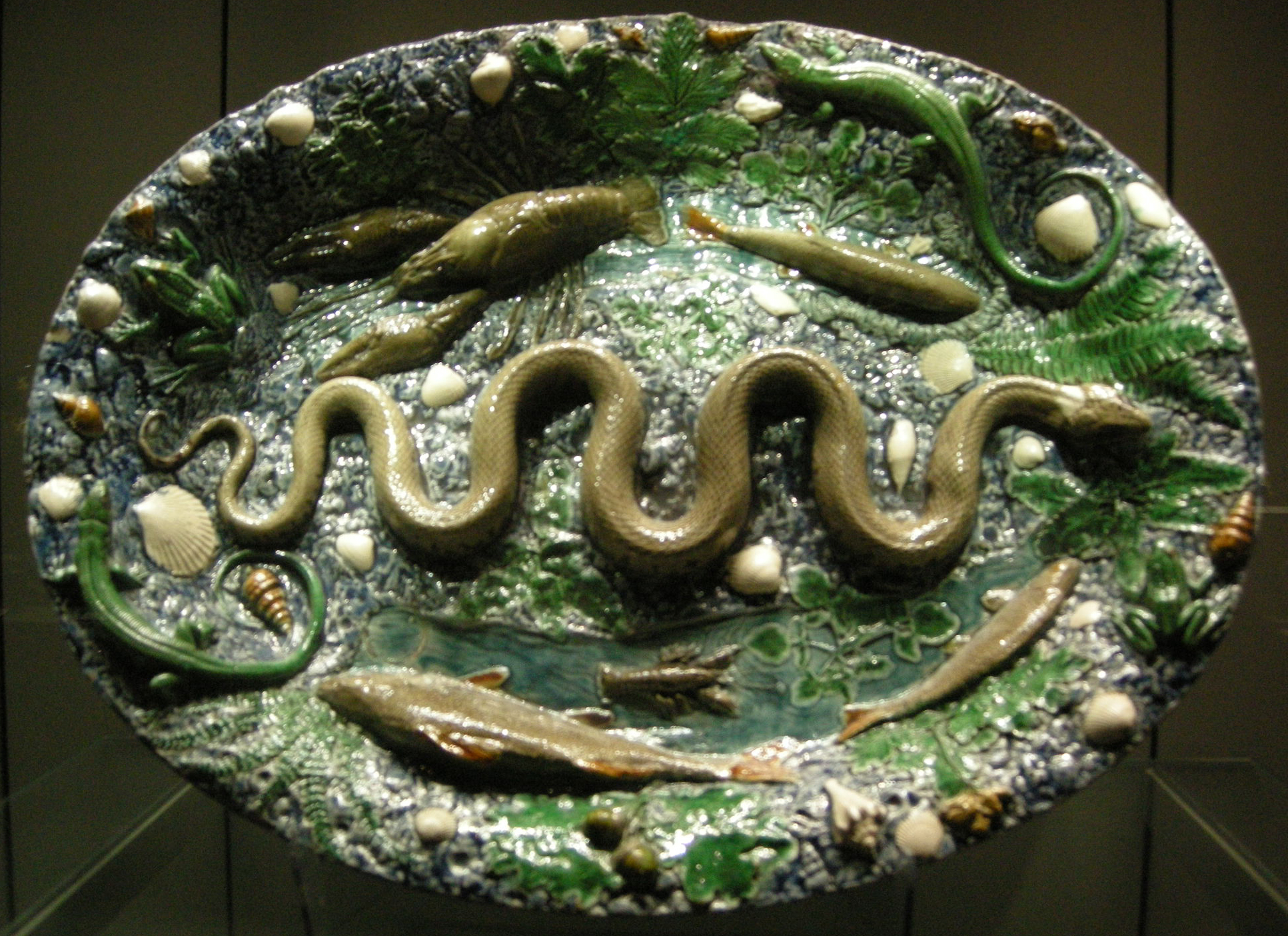
Vassoio "rustico" attribuito a Palissy, Louvre, Parigi.

Nacque nel 1510 in Francia a Saintes o ad Agen in una modesta famiglia protestante: fonti incerte dicono che il padre lavorasse il vetro e che il figlio apprendesse da lui il mestiere. Il Palissy, tuttavia, ci narra soltanto di essere stato apprendista presso un decoratore vetraio e di non aver seguito studi regolari, impegnandosi da autodidatta (si vantava largamente di non conoscere né il greco antico né il latino). Al termine del suo tirocinio, iniziò un lungo viaggiò per l'Europa, visitando la Francia, i Paesi Bassi e, con ogni probabilità, le Province del Reno in Germania e l'Italia.
Nel 1539, fatto ritorno in patria, prese moglie e si stabilì a Saintes, dove per alcuni anni visse dipingendo ritratti, decorando il vetro e svolgendo l'attività di geometra che lo impegnò nella realizzazione di una mappatura delle saline nei pressi della cittadina in seguito all'istituzione da parte del re Francesco I di una tassa sul sale. In questo periodo comincia a presentarsi in Palissy anche la passione per l'arte della laminatura e della cesellatura: si recò quindi al vicino villaggio di La Chapelle-des-Pots.
Tuttavia, nonostante egli si dedicasse con tutto il proprio spirito all'apprendimento e al miglioramento delle proprie tecniche (ideando tra l'altro un particolare tipo di lavorazione, che prese il suo nome), i risultati ed i frutti tardavano a vedersi e la situazione economica precipitò terribilmente, al punto che, più volte, la famiglia (che cominciava addirittura a dubitare della sanità mentale del Palissy) dovette bruciare il mobilio per accendere il fuoco.
Le sorti dell'artista subirono però un brusco cambiamento a partire dal 1548. In quell'anno nella regione attorno a Saintes scoppiò una dura rivolta per sedare la quale fu inviato il conestabile Anne de Montmorency che, vedendo le porcellane e le opere di Palissy, volle assolutamente che questi decorasse le sale del suo castello di Écouen. La protezione di un personaggio tanto stimato e tanto potente, condusse così il Palissy alla corte di Francia e a incontrare il favore di altri nobili, dai quali fu salvato quando, nel 1562, in seguito all'Editto di Saint-Germain, firmato da Carlo IX contro i protestanti, le sue proprietà furono distrutte e confiscate. Sempre grazie alla sua fama, Palissy fu riconosciuto ideatore del particolare tipo di ceramica che porta il suo nome e gli fu concesso di aprire un laboratorio nei pressi del palazzo del Louvre. Le frequentazioni di corte e dell'intellighenzia parigina lo spinsero a dedicarsi anche alla speculazione naturalistica e all'architettura dei giardini (è di questo periodo "Les Discours admirables de la nature des eaux et des fontaines", pubblicato poi nel 1580).
Nel 1572 riuscì a fuggire alla strage degli Ugonotti nella Notte di San Bartolomeo rifugiandosi a Sedan con la protezione di Caterina de' Medici, della quale era un dei favoriti. Tuttavia, il Trattato di Nemours (7 luglio 1585), firmato da Enrico III sotto la pressione della Lega Cattolica portò all'arresto di Palissy, il quale nel 1588 fu incarcerato nella Bastiglia a Parigi e condannato a morte. Il re Enrico III gli propose la grazia in caso di abiura e conversione, ma Palissy rifiutò, morendo così di stenti a 80 anni nel 1589, poco prima dell'esecuzione della condanna. 
Nelle "Illusioni perdute" (parte terza, "Le sofferenze dell'inventore"), Balzac lo fa citare da uno dei protagonisti, David, come Bernard de Palissy, «autore delle maioliche di Ecouen, e che Carlo IX salvò la notte di San Bartolomeo, che tenne all'Europa, infine, vecchio, ricco e onorato, pubbliche lezioni sulla scienza della terra, come lui la chiamava». In realtà, Palissy non divenne "ricco e onorato" e morì nella Bastiglia.

### Opere di Bernard Palissy
- Architecture et ordonnance de la grotte rustique de Monseigneur le duc de Montmorency(1549 ca)
- Discours admirable de la nature des eaux et fontaines tant naturelles qu'artificielles (1580)
- Dans L'Art de terre (1580 circa)

### Opere su Bernard Palissy

#### Opere in Francese
- Agrippa d'Aubigné, Histoire universelle (1616)
- L. Amico, A la recherche du paradis terrestre - Bernard Palissy et ses continuateurs. (Paris, 1996.)
- M.-J. Ballot, La céramique française au musée du Louvre: Bernard Palissy et les fabriques du XVIème siècle (Paris, 1924)
- B. Fillon, L'art de terre chez les Poitevins (Niort, 1864)*A. Gibbon, Céramiques de Bernard Palissy (1986)
- M. Latier, Faïences et faïenciers d'Angoulême de 1748 à 1914 (Bordeaux, 1971)

#### Opere in Italiano
Sebbene non esista una vera bibliografia in italiano riguardo a Bernard Palissy, esistono diverse opere che lo citano e lo analizzano più o meno dettagliatamente.
Fra esse si segnala:
- Paolo Rossi, I filosofi e le macchine 1400-1700 (1971)
- Antonya S. Byatt Il libro dei bambini Torino 2010 romanzo: la figura di Bendict Fludd, tormentato creatore di vasi d'argilla, è ricalcata su quella di Palissy; le sue opere e la sua maestria vengono citate in tutto il libro.